# Клёновка (Волгоградская область)
Клёновка — село в Жирновском районе Волгоградской области, административный центр Клёновского сельского поселения.
Население - 928 (2010)

## История
Согласно Историко-географическому словарю Саратовской губернии, составленному в 1898-1902 годах, село Кленовка, также Андреевка, относилось к Лемешкинской волости Камышинского уезда Саратовской губернии. Предположительно основано во второй половине XVIII века. Село населяли бывшие помещичьи крестьяне, малороссы. До 1861 года - на барщине, по выходу из крепостной зависимости крестьяне получили 603 десятины удобной земли и 9 десятин 951 сажень в дар от помещика. В 1861 году крестьяне перешли на оброк, в 1874 году - на выкуп.
В 1777 году построена деревянная церковь, в 1890 году - новая каменная церковь. В конце XIX века в селе имелись школа грамотности и церковно-приходское попечительство
С 1928 года - центр Кленовского сельсовета Руднянского района Камышинского округа (округ упразднён в 1930 году) Нижне-Волжского края. С 1935 года в составе Лемешкинского района Сталинградского края (с 1936 года - Сталинградской области, с 1954 по 1957 год - в составе Балашовской области). В 1953 года Андреевский сельсовет был ликвидирован, территория передана в состав Александровского сельсовета. В 1959 году в связи с упразднением Лемешкинского района передано в состав Жирновского района

## Физико-географическая характеристика
Село находится в степной местности, в пределах Хопёрско-Бузулукской равнины, являющейся южным окончанием Окско-Донской низменности, на правом берегу реки Щелкан и по левой стороне оврага Киселев. Рельеф местности холмисто-равнинный. Почвы - чернозёмы обыкновенные. Высота центра населённого пункта - около 130 метров над уровнем моря.
Через село проходит автодорога, связывающая города Жирновск и Калининск (Саратовская область). По автомобильным дорогам расстояние до областного центра города Волгограда составляет 340 км, до районного центра города Жирновск - 33 км. 
Климат
Климат умеренный континентальный (согласно классификации климатов Кёппена - Dfb). Многолетняя норма осадков - 444 мм. Наибольшее количество осадков выпадает в июле - 52 мм, наименьшее в марте - 22 мм. Среднегодовая температура положительная и составляет + 6,0 °С, средняя температура самого холодного месяца января -10,3 °С, самого жаркого месяца июля +21,5°С.
Часовой пояс
Клёновка, как и вся Волгоградская область, находится в часовой зоне МСК (московское время). Смещение применяемого времени относительно UTC составляет +3:00.

## Население
Динамика численности населения
| 1862 | 1886 | 1891 | 1894 | 1897 | 1911 | 1987 | 2002 |
| ---- | ---- | ---- | ---- | ---- | ---- | ---- | ---- |
| 371  | 541  | 590  | 596  | 659  | 792  | ≈910 | 1010 |

| 2010 |
| ---- |
| 928  |